# Saint-Blancard
Cet article possède un paronyme, voir Blancard.
Saint-Blancard (Sent Blancat en gascon) est une ancienne commune française située dans le sud du département du Gers en région Occitanie. Sur le plan historique et culturel, la commune est dans le pays d'Astarac, un territoire du sud gersois très vallonné, au sol argileux, qui longe le plateau de Lannemezan.
Exposée à un climat océanique altéré, elle est drainée par la Gimone, l'Arrat de devant et par divers autres petits cours d'eau. La commune possède un patrimoine naturel remarquable : un site Natura 2000 (la « vallée et coteaux de la Lauze ») et cinq zones naturelles d'intérêt écologique, faunistique et floristique.
Saint-Blancard est une commune rurale qui compte 281 habitants en 2022.  Ses habitants sont appelés les Saint-Blancardais ou  Saint-Blancardaises.
Le patrimoine architectural de la commune comprend un immeuble protégé au titre des monuments historiques : le château, inscrit en 2005.
En 2025, elle fusionne avec Cabas-Loumassès, Monbardon et Sarcos pour devenir Cap d'Astarac.

## Géographie

### Localisation
Saint-Blancard est une commune située dans le département du Gers à la limite du département de la Haute-Garonne.

### Communes limitrophes
Les communes limitrophes sont  Aussos, Cabas-Loumassès, Lalanne-Arqué, Manent-Montané, Nénigan, Péguilhan et Sarcos.
| Aussos          | Sarcos         | Nénigan (Haute-Garonne)   |
| Cabas-Loumassès | Saint-Blancard | Péguilhan (Haute-Garonne) |
| Manent-Montané  | Lalanne-Arqué  |                           |

### Géologie et relief
La superficie de la commune est de 1 487 hectares ; son altitude varie de 227  à   357 mètres.
Elle est la deuxième commune la plus grande du canton de Masseube par sa superficie. Le village culmine à 332 m d'altitude. Plus encore que les autres villages, Saint-Blancard est particulièrement boisé (311 ha de bois et 65 ha de landes). De par ses fortes pentes, le châtaignier, l'orme, le hêtre et le chêne sont les arbres les plus présents.
Saint-Blancard se situe en zone de sismicité 2 (sismicité faible).

### Hydrographie

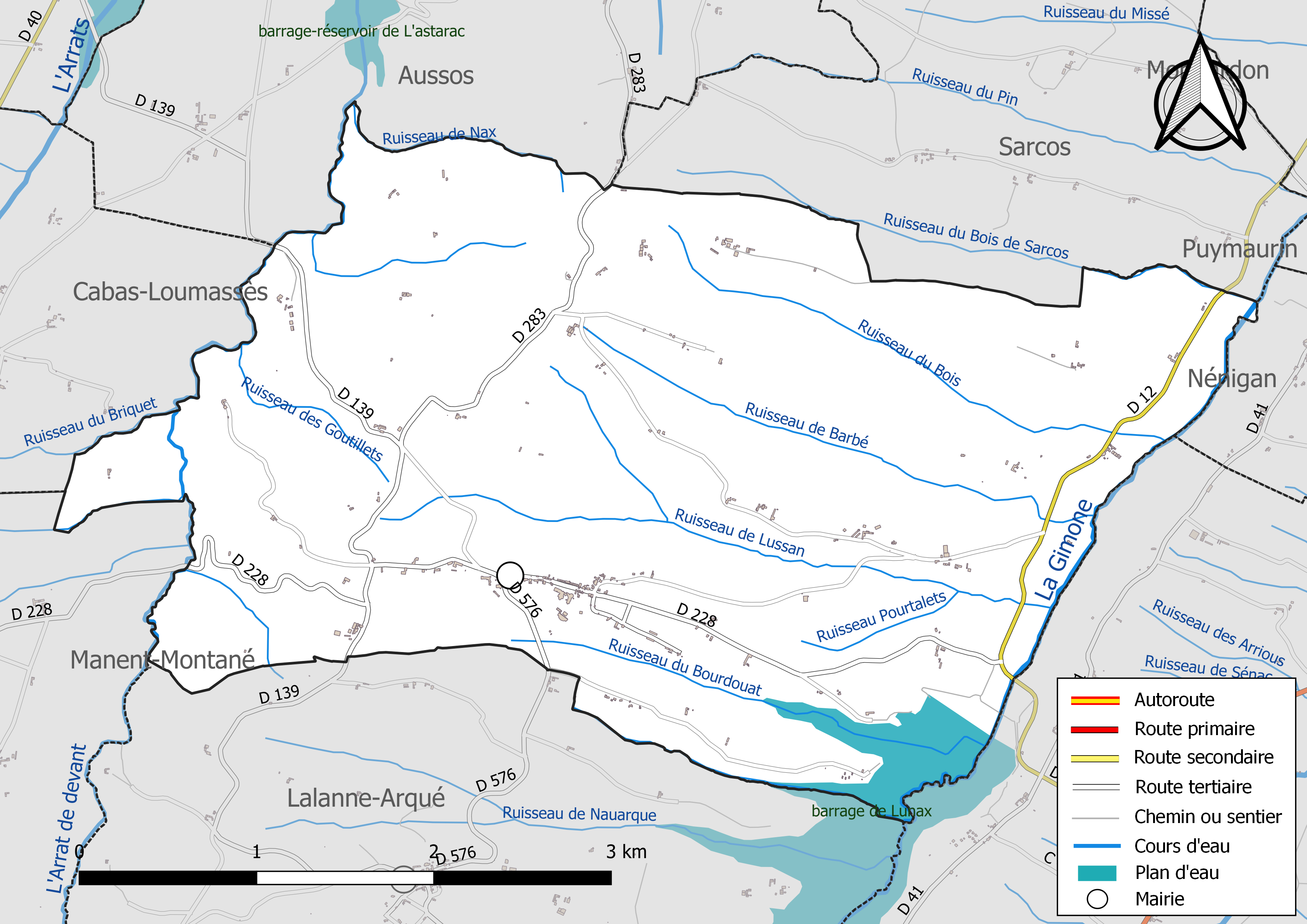
Réseaux hydrographique et routier de Saint-Blancard.

La commune est dans le bassin de la Garonne, au sein du bassin hydrographique Adour-Garonne. Elle est drainée par la Gimone, l'Arrat de Devant, le ruisseau de Barbé, le ruisseau de Lussan, le ruisseau de Nax, le ruisseau des Goutillets, le ruisseau du Bois, le ruisseau du Bois de Sarons, le ruisseau du Bourdouat, le ruisseau Pourtalets et par divers petits cours d'eau, qui constituent un réseau hydrographique de 25 km de longueur totale,.
La Gimone, d'une longueur totale de 135,7 km, prend sa source dans la commune de Saint-Loup-en-Comminges et s'écoule du sud-ouest vers le nord-est. Elle traverse la commune et se jette dans la Garonne à Castelferrus, après avoir traversé 54 communes.
L'Arrat de devant, d'une longueur totale de 14,1 km, prend sa source dans la commune de Betbèze et s'écoule vers le nord. Il traverse la commune et se jette dans l'Arrats à Bézues-Bajon, après avoir traversé 10 communes.

### Climat
Pour des articles plus généraux, voir Climat de l'Occitanie et Climat du Gers.
En 2010, le climat de la commune est de type climat océanique altéré, selon une étude s'appuyant sur une série de données couvrant la période 1971-2000. En 2020, Météo-France publie une typologie des climats de la France métropolitaine dans laquelle la commune est toujours exposée à un climat océanique altéré et est dans la région climatique Aquitaine, Gascogne, caractérisée par une pluviométrie abondante au printemps, modérée en automne, un faible ensoleillement au printemps, un été chaud (19,5 °C), des vents faibles, des brouillards fréquents en automne et en hiver et des orages fréquents en été (15 à 20 jours).
Pour la période 1971-2000, la température annuelle moyenne est de 12,8 °C, avec une amplitude thermique annuelle de 14,9 °C. Le cumul annuel moyen de précipitations est de 866 mm, avec 9,5 jours de précipitations en janvier et 6,5 jours en juillet. Pour la période 1991-2020, la température moyenne annuelle observée sur la station météorologique la plus proche, située sur la commune de Sadeillan à 25 km à vol d'oiseau, est de 13,6 °C et le cumul annuel moyen de précipitations est de 900,9 mm,. Pour l'avenir, les paramètres climatiques de la commune estimés pour 2050 selon différents scénarios d'émission de gaz à effet de serre sont consultables sur un site dédié publié par Météo-France en novembre 2022.

### Milieux naturels et biodiversité

#### Réseau Natura 2000

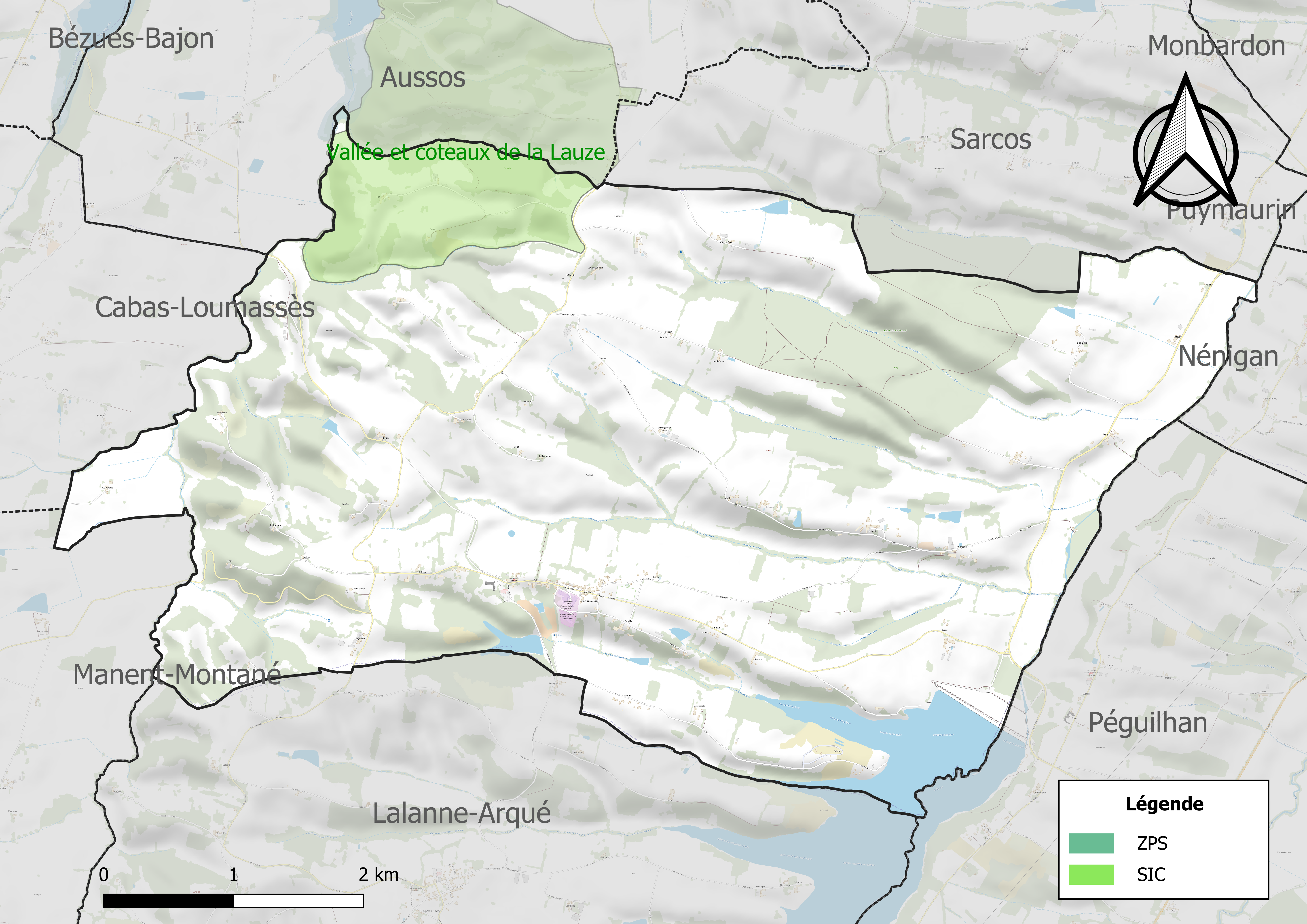
Site Natura 2000 sur le territoire communal.

Le réseau Natura 2000 est un réseau écologique européen de sites naturels d'intérêt écologique élaboré à partir des directives habitats et oiseaux, constitué de zones spéciales de conservation (ZSC) et de zones de protection spéciale (ZPS).
Un site Natura 2000 a été défini sur la commune au titre de la directive habitats : la « vallée et coteaux de la Lauze », d'une superficie de 5 399 ha, des coteaux occupés par un maillage bocager plus faiblement représenté dans le fond des vallées alluviales, avec des milieux à orchidées remarquables.

#### Zones naturelles d'intérêt écologique, faunistique et floristique
L’inventaire des zones naturelles d'intérêt écologique, faunistique et floristique (ZNIEFF) a pour objectif de réaliser une couverture des zones les plus intéressantes sur le plan écologique, essentiellement dans la perspective d’améliorer la connaissance du patrimoine naturel national et de fournir aux différents décideurs un outil d’aide à la prise en compte de l’environnement dans l’aménagement du territoire.
Trois ZNIEFF de type 1 sont recensées sur la commune :
- les « bois de Saint-Blancard et mosaïque de milieux adjacents » (319 ha), couvrant 2 communes du département[18] ;
- les « Bosquets de Lalanne-Arqué » (312 ha), couvrant 5 communes dont trois dans la Haute-Garonne et deux dans le Gers[19] ;
- le « plan d'eau de l'Astarac et coteau de l'Arrats » (859 ha), couvrant 4 communes du département[20] ;

et deux ZNIEFF de type 2, : 
- les « coteaux de la Lauze et de l'Arrats » (5 264 ha), couvrant 18 communes du département[21] ;
- le « cours de la Gimone et de la Marcaoue » (3 085 ha), couvrant 60 communes dont cinq dans la Haute-Garonne, 37 dans le Gers, une dans les Hautes-Pyrénées et 17 dans le Tarn-et-Garonne[22].

Carte des ZNIEFF de type 1 et 2 à Saint-Blancard.
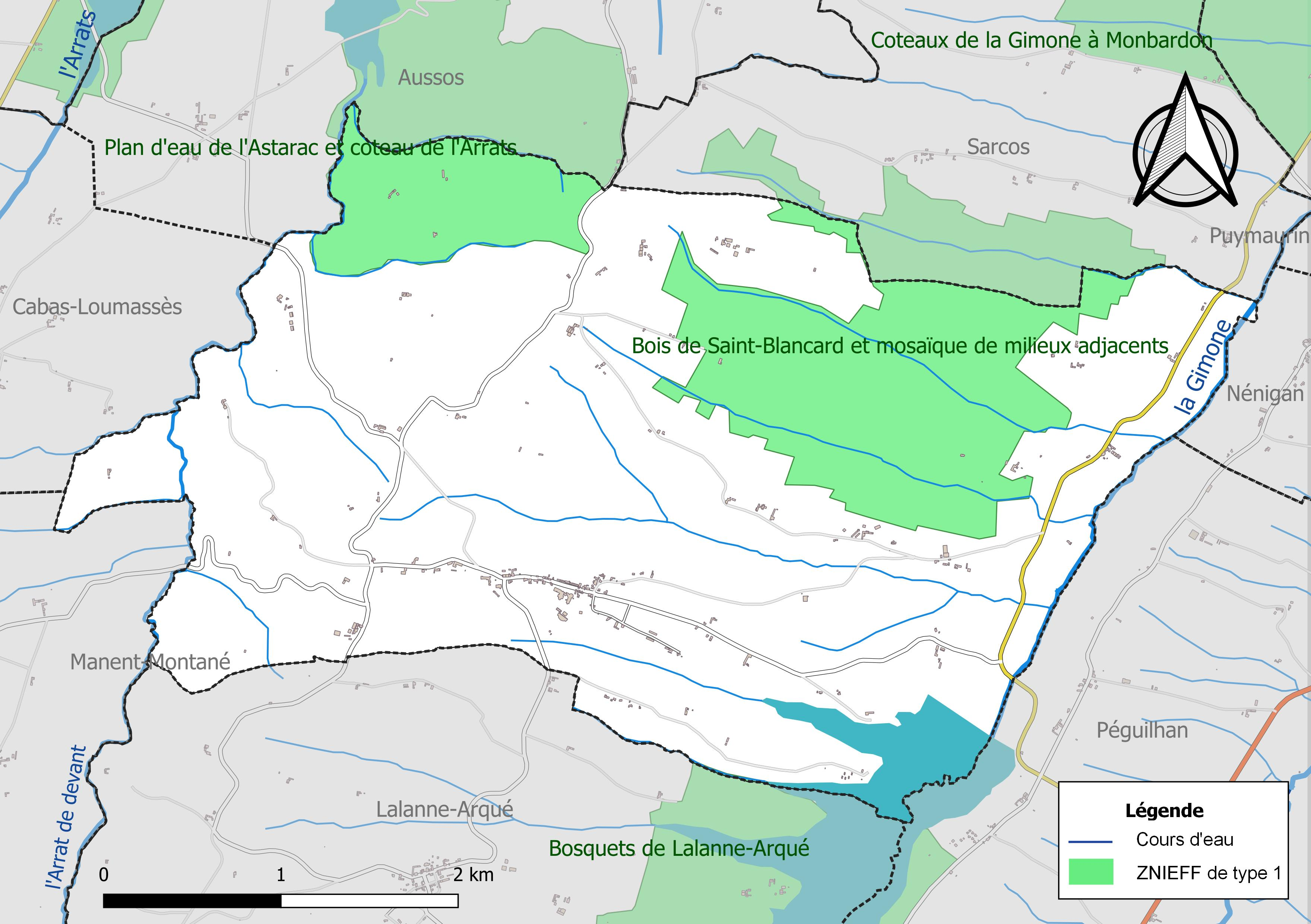
Carte des ZNIEFF de type 1 sur la commune.
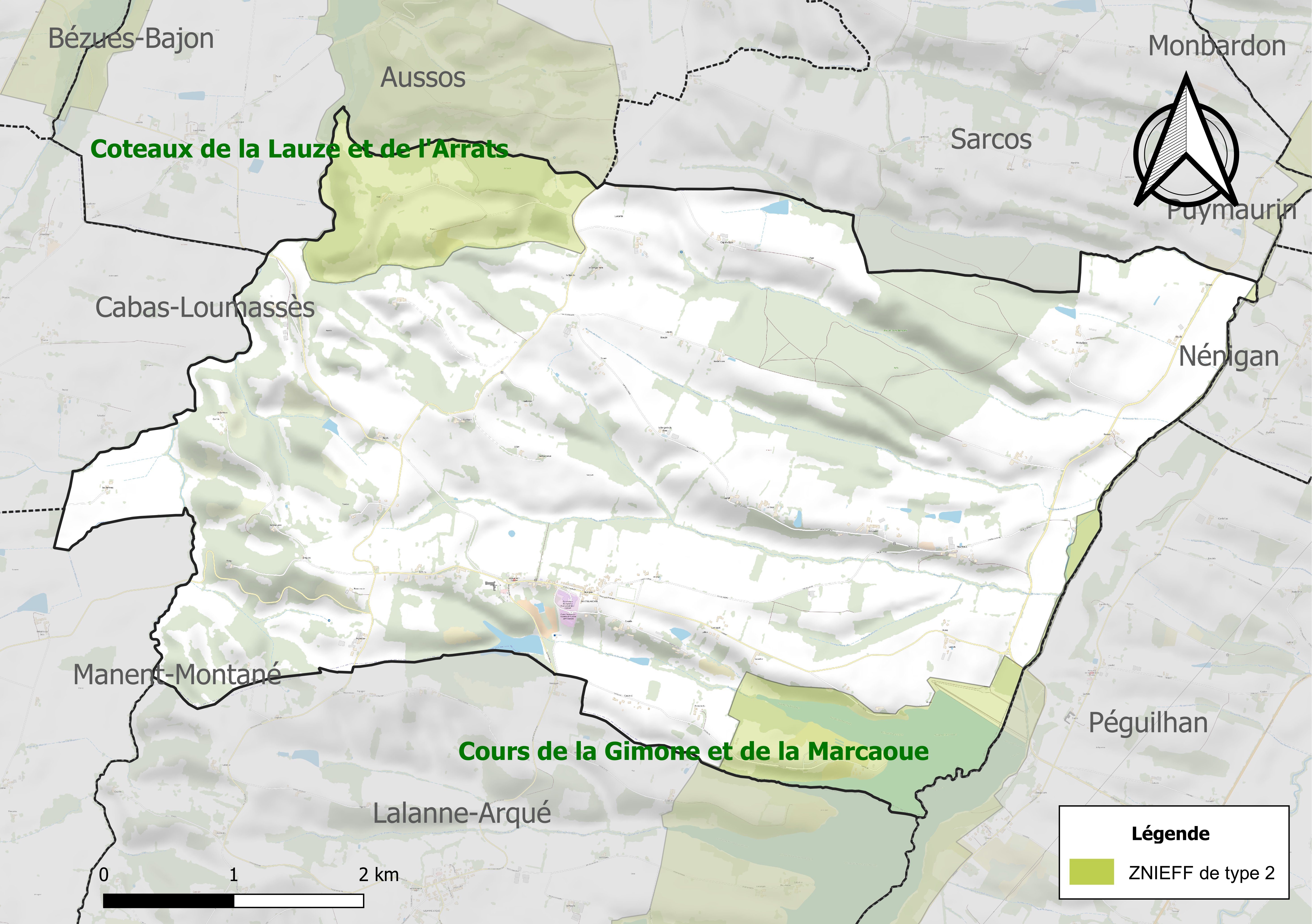
Carte des ZNIEFF de type 2 sur la commune.

## Urbanisme

### Typologie
Au 1er janvier 2024, Saint-Blancard est catégorisée commune rurale à habitat très dispersé, selon la nouvelle grille communale de densité à sept niveaux définie par l'Insee en 2022.
Elle est située hors unité urbaine et hors attraction des villes,.

### Occupation des sols
L'occupation des sols de la commune, telle qu'elle ressort de la base de données européenne d’occupation biophysique des sols Corine Land Cover (CLC), est marquée par l'importance des territoires agricoles (76,6 % en 2018), en augmentation par rapport à 1990 (75 %). La répartition détaillée en 2018 est la suivante : 
zones agricoles hétérogènes (55,6 %), forêts (20,8 %), terres arables (18,4 %), prairies (2,6 %), eaux continentales (2,6 %). L'évolution de l’occupation des sols de la commune et de ses infrastructures peut être observée sur les différentes représentations cartographiques du territoire : la carte de Cassini (XVIIIe siècle), la carte d'état-major (1820-1866) et les cartes ou photos aériennes de l'IGN pour la période actuelle (1950 à aujourd'hui).

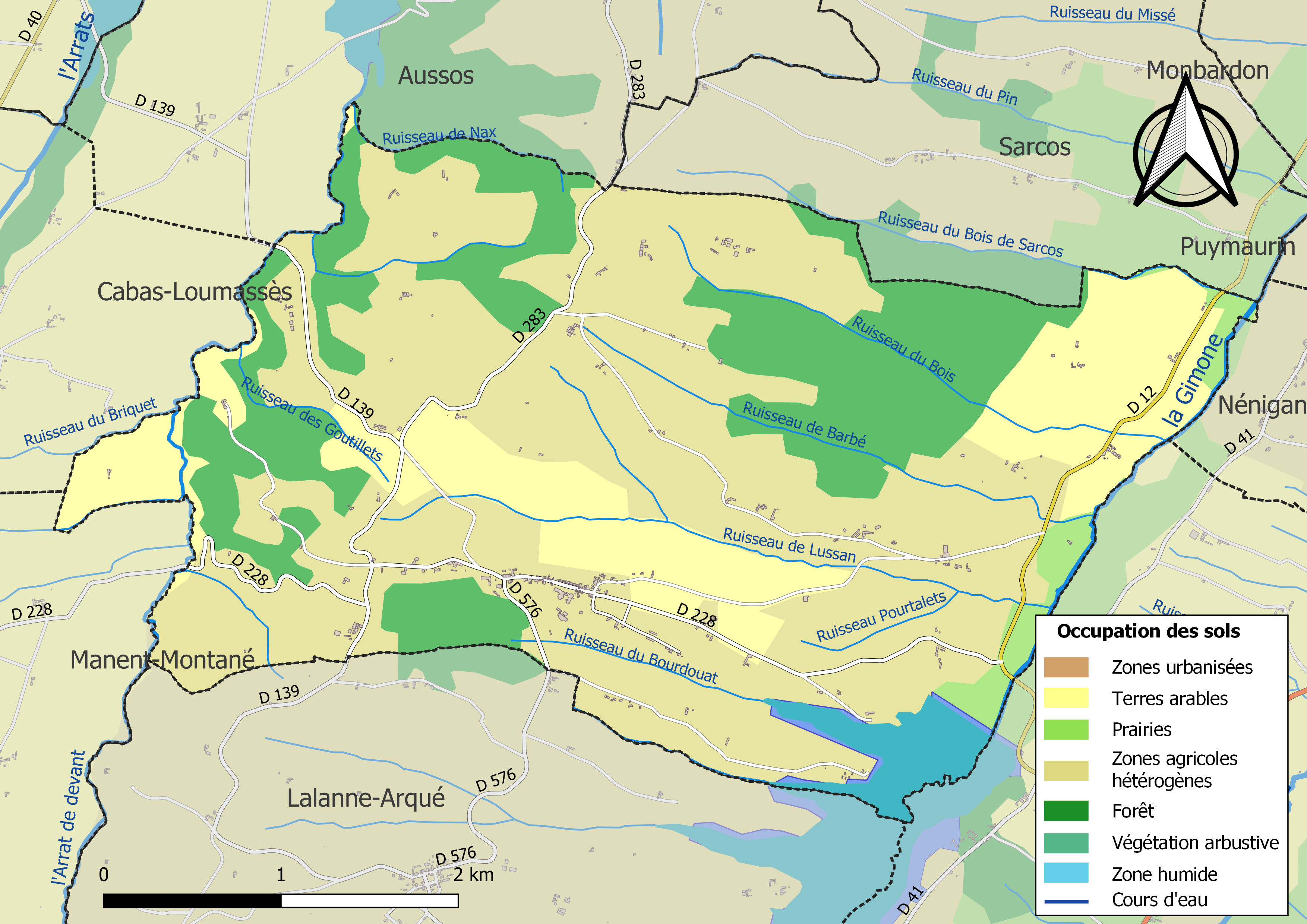
Carte des infrastructures et de l'occupation des sols de la commune en 2018 (CLC).

### Risques majeurs
Le territoire de la commune de Saint-Blancard est vulnérable à différents aléas naturels : météorologiques (tempête, orage, neige, grand froid, canicule ou sécheresse), inondations et séisme (sismicité faible). Il est également exposé à un risque technologique, la rupture d'un barrage. Un site publié par le BRGM permet d'évaluer simplement et rapidement les risques d'un bien localisé soit par son adresse soit par le numéro de sa parcelle.

#### Risques naturels
Certaines parties du territoire communal sont susceptibles d’être affectées par le risque d’inondation par débordement de cours d'eau, notamment la Gimone et l'Arrat de devant. La cartographie des zones inondables en ex-Midi-Pyrénées réalisée dans le cadre du XIe Contrat de plan État-région, visant à informer les citoyens et les décideurs sur le risque d’inondation, est accessible sur le site de la DREAL Occitanie. La commune a été reconnue en état de catastrophe naturelle au titre des dommages causés par les inondations et coulées de boue survenues en 1999 et 2009,.

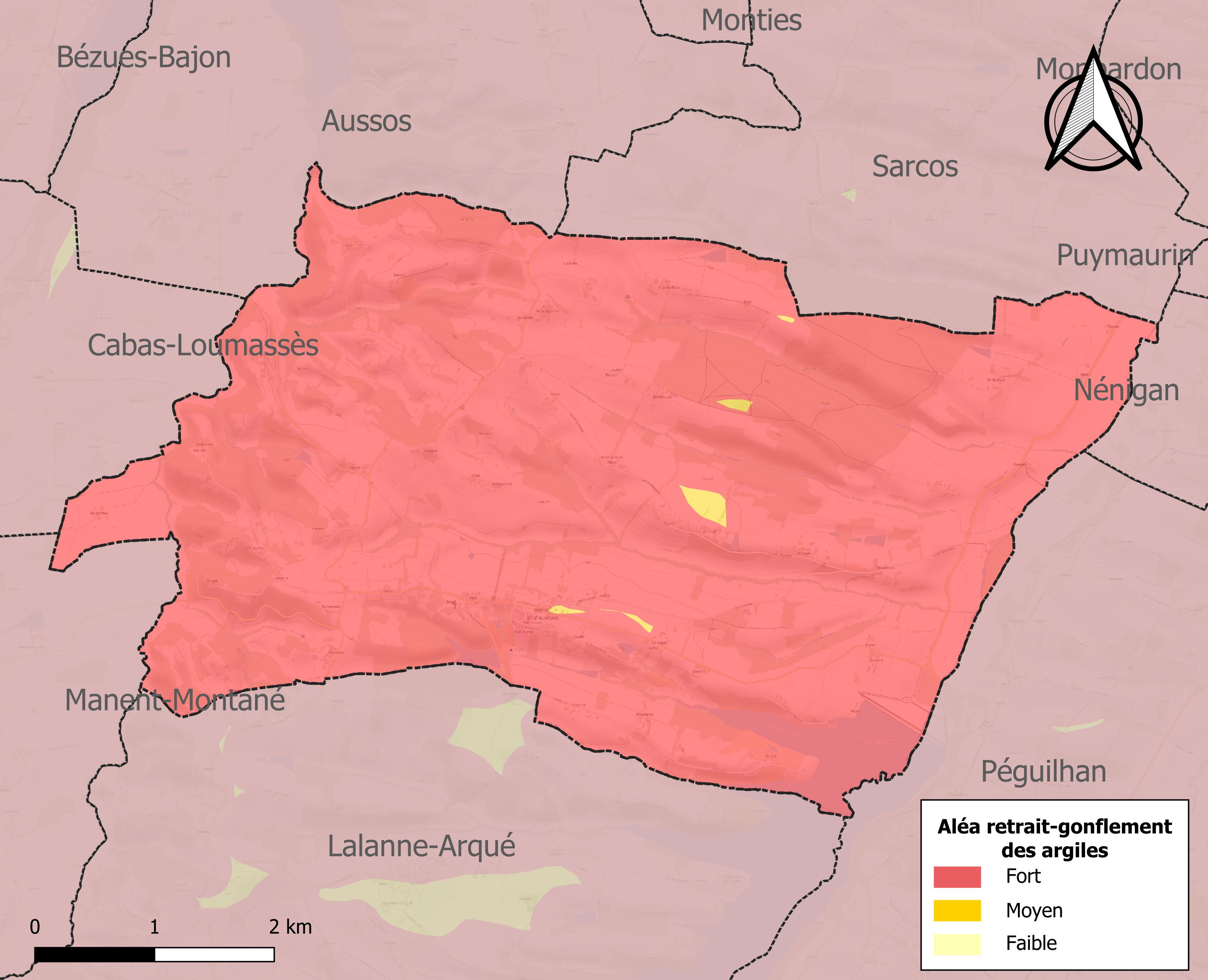
Carte des zones d'aléa retrait-gonflement des sols argileux de Saint-Blancard.

Le retrait-gonflement des sols argileux est susceptible d'engendrer des dommages importants aux bâtiments en cas d’alternance de périodes de sécheresse et de pluie. La totalité de la commune est en aléa moyen ou fort (94,5 % au niveau départemental et 48,5 % au niveau national). Sur les 149 bâtiments dénombrés sur la commune en 2019, 149 sont en aléa moyen ou fort, soit 100 %, à comparer aux 93 % au niveau départemental et 54 % au niveau national. Une cartographie de l'exposition du territoire national au retrait gonflement des sols argileux est disponible sur le site du BRGM,.
Par ailleurs, afin de mieux appréhender le risque d’affaissement de terrain, l'inventaire national des cavités souterraines permet de localiser celles situées sur la commune.
Concernant les mouvements de terrains, la commune a été reconnue en état de catastrophe naturelle au titre des dommages causés par la sécheresse en 1989, 1993, 2002 et 2012 et par des mouvements de terrain en 1999.

#### Risques technologiques
La commune est en outre située en aval du barrage de la Gimone, un ouvrage de classe A disposant d'une retenue de 25 millions de mètres cubes. La fiche réflexe du PPI définit le temps d'arrivée de l'onde et la zone d'accueil selon la position des habitants concernés par rapport à la Gimone (rive droite ou gauche),,. À ce titre elle est susceptible d’être touchée par l’onde de submersion consécutive à la rupture de cet ouvrage,

## Histoire

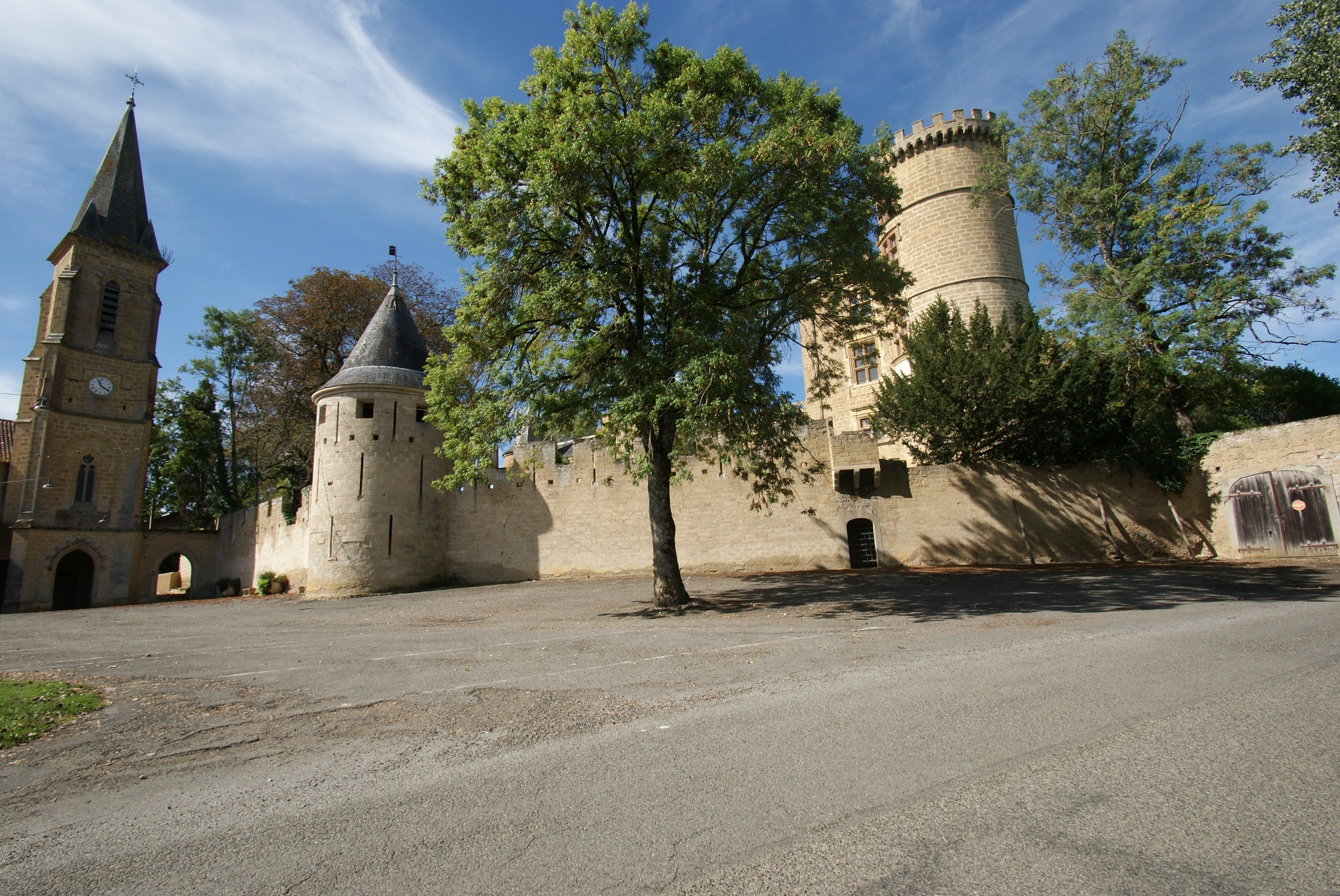
Le château de Saint-Blancard en 2011.

Sur le plan historique, Saint-Blancard est l'une des communes du canton les plus riches. Des fouilles archéologiques ont été réalisées, ce qui permit de montrer que son histoire est en partie liée à celle de son château qui fut immédiatement reconstruit après l'incendie de 1888.
Dans la cour d'honneur, alors que l'on creusait une tranchée, d'importants vestiges archéologiques ont été découverts, ce qui laissa supposer l'existence d'un petit château gallo-romain (à la suite de la découverte de deux têtes de statues antiques en marbre).
En 1889 des travaux mirent au jour une petite église romane, qui date selon les spécialistes des XIe   ou   XIIe siècles. On suppose que cette église a été détruite au profit du château qui fut construit sur une motte castrale durant le haut Moyen Âge.
Au XIIIe siècle, le fief de la maison comtale de Comminges, Saint-Pancrace (Saint-Blancard) devient en 1276 l'apanage de Bertrand d'Orbessan et en 1303 a lieu la construction du château par la communauté des habitants.
De 1535 à 1930, durant quatre siècles, le château subit de nombreuses modifications. Il est habité jusqu’à la Révolution, puis abandonné jusqu'en 1836, date à laquelle les descendants des Gontaut-Biron s'y réinstallent et entreprennent de grands travaux.
Durant la Première Guerre mondiale, le marquis et la marquise fondent un hôpital dans le château pouvant accueillir 30 lits. Pendant 22 mois, il fonctionnera sans interruption, accueillant de nombreux soldats blessés.
En 1940 le château est réquisitionné par l’État pour y abriter la collection égyptienne du musée du Louvre.

## Politique et administration

### Rattachements administratifs et électoraux
Commune faisant partie de la communauté de communes du Val de Gers et du canton d'Astarac-Gimone (avant le redécoupage départemental de 2014, Saint-Blancard faisait partie de l'ex-canton de Masseube).

### Liste des maires
| Période                                  | Période  | Identité          | Étiquette | Qualité                                        |
| ---------------------------------------- | -------- | ----------------- | --------- | ---------------------------------------------- |
| mars 2001                                | 2020     | Georges Barthe    | UMP-LR    | Agriculteur retraité Ancien Conseiller général |
| mars 2001                                | En cours | Christine Huppert |           |                                                |
| Les données manquantes sont à compléter. |          |                   |           |                                                |

## Population et société

### Démographie
| 1793 | 1800 | 1806 | 1821 | 1831 | 1841 | 1846 | 1851 | 1856 |
| ---- | ---- | ---- | ---- | ---- | ---- | ---- | ---- | ---- |
| 534  | 261  | 532  | 543  | 576  | 562  | 568  | 617  | 619  |

| 1861 | 1866 | 1872 | 1876 | 1881 | 1886 | 1891 | 1896 | 1901 |
| ---- | ---- | ---- | ---- | ---- | ---- | ---- | ---- | ---- |
| 600  | 580  | 539  | 557  | 550  | 579  | 536  | 506  | 515  |

| 1906 | 1911 | 1921 | 1926 | 1931 | 1936 | 1946 | 1954 | 1962 |
| ---- | ---- | ---- | ---- | ---- | ---- | ---- | ---- | ---- |
| 479  | 506  | 378  | 357  | 365  | 357  | 327  | 309  | 273  |

| 1968 | 1975 | 1982 | 1990 | 1999 | 2006 | 2007 | 2012 | 2017 |
| ---- | ---- | ---- | ---- | ---- | ---- | ---- | ---- | ---- |
| 255  | 217  | 229  | 205  | 257  | 323  | 333  | 346  | 341  |

| 2022 | - | - | - | - | - | - | - | - |
| ---- | - | - | - | - | - | - | - | - |
| 281  | - | - | - | - | - | - | - | - |

### Enseignement
Saint-Blancard fait partie de l'académie de Toulouse.

### Culture et festivité

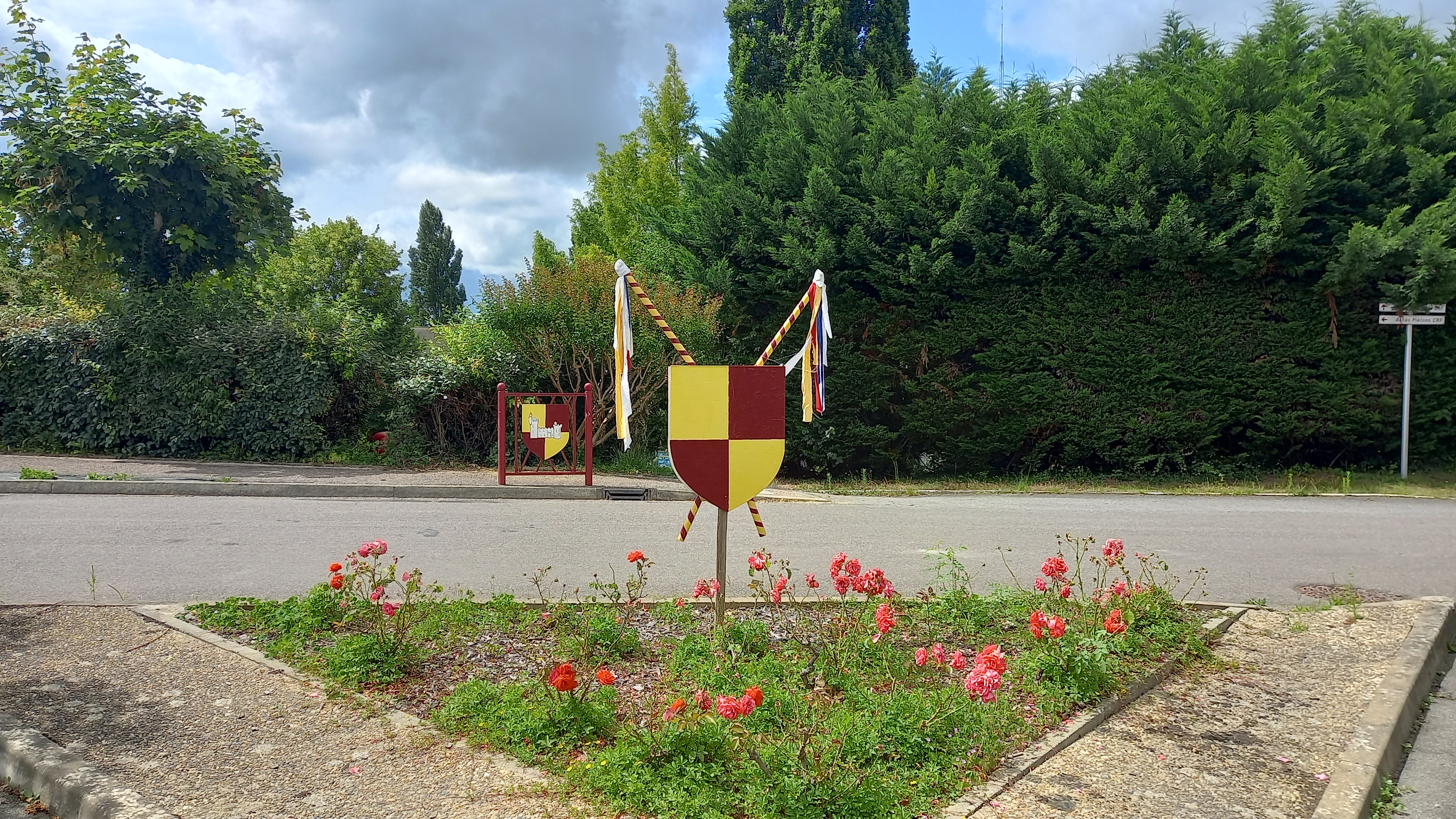
Décorations dans Saint-Blancard pour la foire de la Magdeleine 2023.

## Économie

### Revenus
En 2018  (données Insee publiées en septembre 2021), la commune compte 93 ménages fiscaux, regroupant 200 personnes. La médiane du revenu disponible par unité de consommation est de 18 610 € (20 820 € dans le département).

### Emploi
|                | 2008  | 2013  | 2018  |
| -------------- | ----- | ----- | ----- |
| Commune        | 4 %   | 1,8 % | 5 %   |
| Département    | 6,1 % | 7,5 % | 8,2 % |
| France entière | 8,3 % | 10 %  | 10 %  |

En 2018, la population âgée de 15 à 64 ans s'élève à 213 personnes, parmi lesquelles on compte 53,7 % d'actifs (48,7 % ayant un emploi et 5 % de chômeurs) et 46,3 % d'inactifs,. Depuis 2008, le taux de chômage communal (au sens du recensement) des 15-64 ans est inférieur à celui de la France et du département.
La commune est hors attraction des villes,. Elle compte 266 emplois en 2018, contre 223 en 2013 et 196 en 2008. Le nombre d'actifs ayant un emploi résidant dans la commune est de 104, soit un indicateur de concentration d'emploi de 256 % et un taux d'activité parmi les 15 ans ou plus de 37,6 %.
Sur ces 104 actifs de 15 ans ou plus ayant un emploi, 68 travaillent dans la commune, soit 65 % des habitants. Pour se rendre au travail, 62,7 % des habitants utilisent un véhicule personnel ou de fonction à quatre roues, 16,3 % les transports en commun, 9,7 % s'y rendent en deux-roues, à vélo ou à pied et 11,4 % n'ont pas besoin de transport (travail au domicile).

### Activités hors agriculture

#### Secteurs d'activités
33 établissements sont implantés  à Saint-Blancard au 31 décembre 2019. Le tableau ci-dessous en détaille le nombre par secteur d'activité et compare les ratios avec ceux du département,.
| Secteur d'activité                                                                                        | Commune | Commune | Département |
| Secteur d'activité                                                                                        | Nombre  | %       | %           |
| --- | ------- | ------- | ----------- |
| Ensemble                                                                                                  | 33      |         |             |
| Industrie manufacturière, industries extractives et autres                                                | 4       | 12,1 %  | (12,3 %)    |
| Construction                                                                                              | 5       | 15,2 %  | (14,6 %)    |
| Commerce de gros et de détail, transports, hébergement et restauration                                    | 8       | 24,2 %  | (27,7 %)    |
| Information et communication                                                                              | 1       | 3 %     | (1,8 %)     |
| Activités immobilières                                                                                    | 1       | 3 %     | (5,2 %)     |
| Activités spécialisées, scientifiques et techniques et activités de services administratifs et de soutien | 2       | 6,1 %   | (14,4 %)    |
| Administration publique, enseignement, santé humaine et action sociale                                    | 7       | 21,2 %  | (12,3 %)    |
| Autres activités de services                                                                              | 5       | 15,2 %  | (8,3 %)     |

Le secteur du commerce de gros et de détail, des transports, de l'hébergement et de la restauration est prépondérant sur la commune puisqu'il représente 24,2 % du nombre total d'établissements de la commune (8 sur les 33 entreprises implantées  à Saint-Blancard), contre 27,7 % au niveau départemental.

#### Entreprises et commerces
- Centre de rééducation fonctionnelle[39].
- Radio Coteaux, radio locale existant depuis 1982[40].

### Agriculture
La commune est dans l'Astarac, une petite région agricole englobant tout le Sud du département du Gers, un quart de sa superficie, et correspond au pied de lʼéventail gascon. En 2020, l'orientation technico-économique de l'agriculture  sur la commune est la polyculture et/ou le polyélevage.
|               | 1988  | 2000  | 2010  | 2020 |
| ------------- | ----- | ----- | ----- | ---- |
| Exploitations | 30    | 22    | 17    | 15   |
| SAU (ha)      | 1 094 | 1 116 | 1 188 | 916  |

Le nombre d'exploitations agricoles en activité et ayant leur siège dans la commune est passé de 30 lors du recensement agricole de 1988  à 22 en 2000 puis à 17 en 2010 et enfin à 15 en 2020, soit une baisse de 50 % en 32 ans. Le même mouvement est observé à l'échelle du département qui a perdu pendant cette période 51 % de ses exploitations,. La surface agricole utilisée sur la commune a également diminué, passant de 1 094 ha en 1988 à 916 ha en 2020. Parallèlement la surface agricole utilisée moyenne par exploitation a augmenté, passant de 36 à 61 ha.

## Culture locale et patrimoine

### Lieux et monuments
- L'église Saint-Pancrace date du XIIIe siècle.
- Le château de Saint-Blancard date des XIVe et XVIe siècles. Il a été reconstruit au XIXe siècle à la suite d'un incendie.
- Statue de la Vierge Marie.
- Monument aux morts.

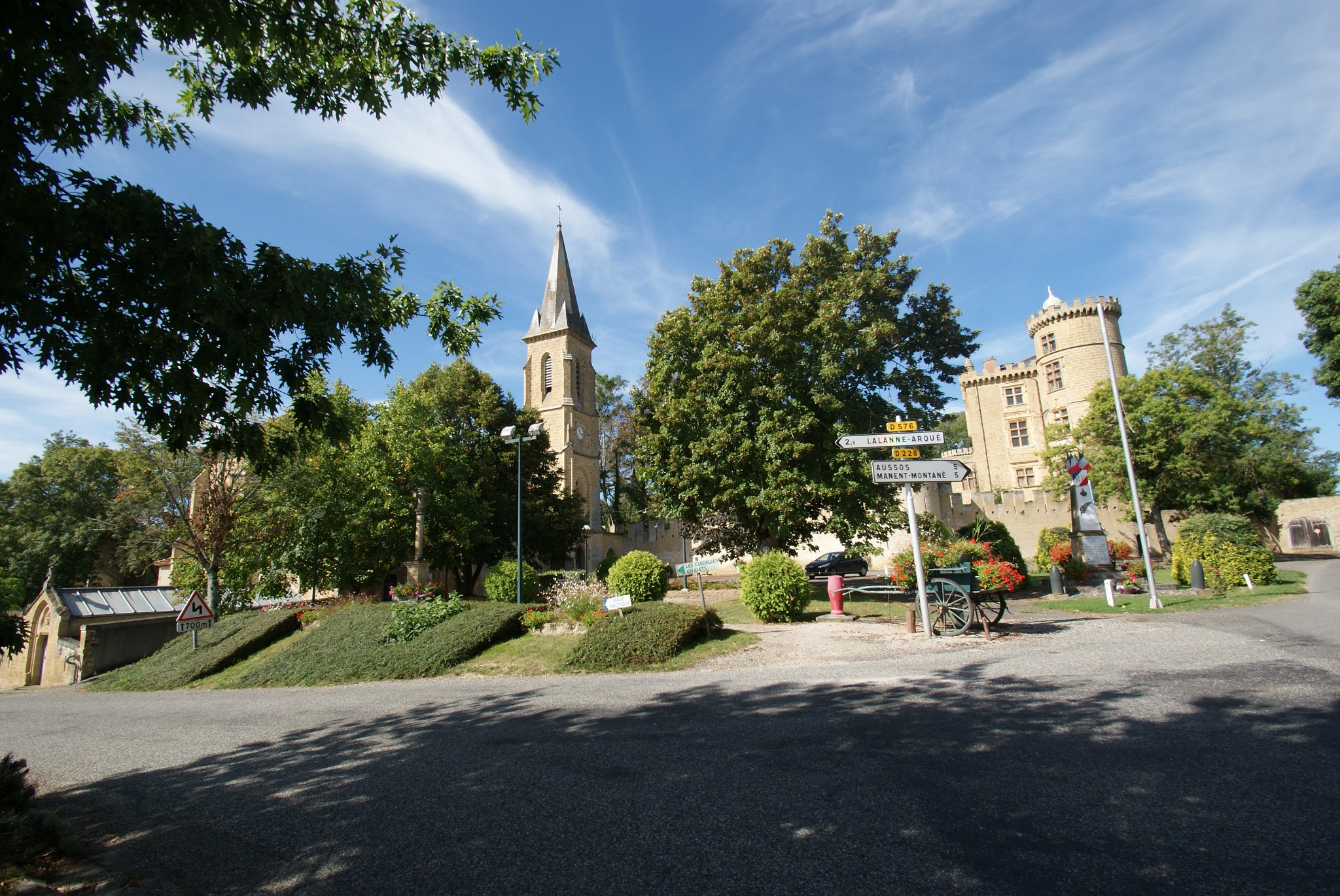
L'église et le château.
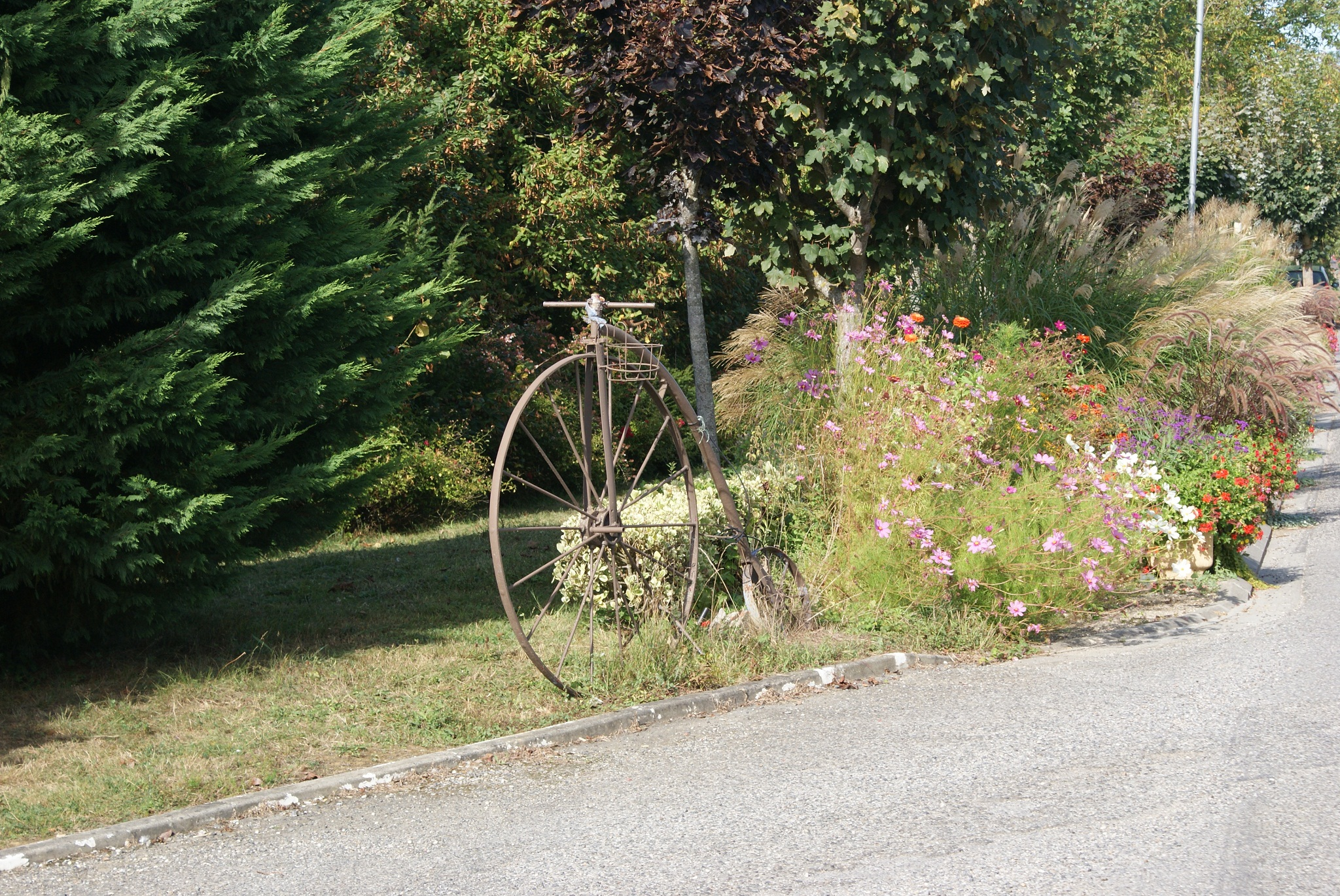
Vélo, un des objets d'art dans le village.
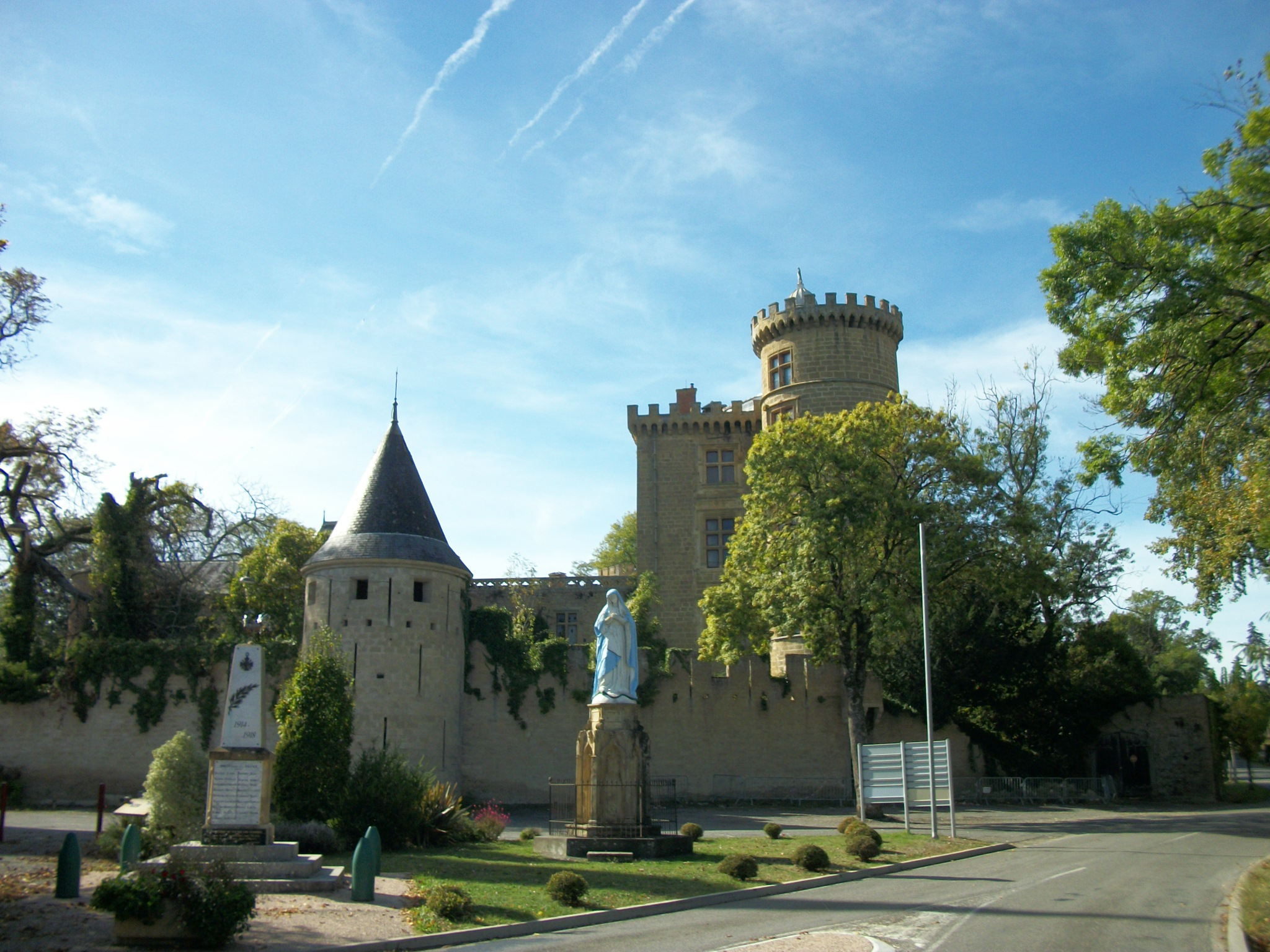
À gauche le monument aux morts, à droite la statue de la Vierge Marie, et en arrière-plan le château.
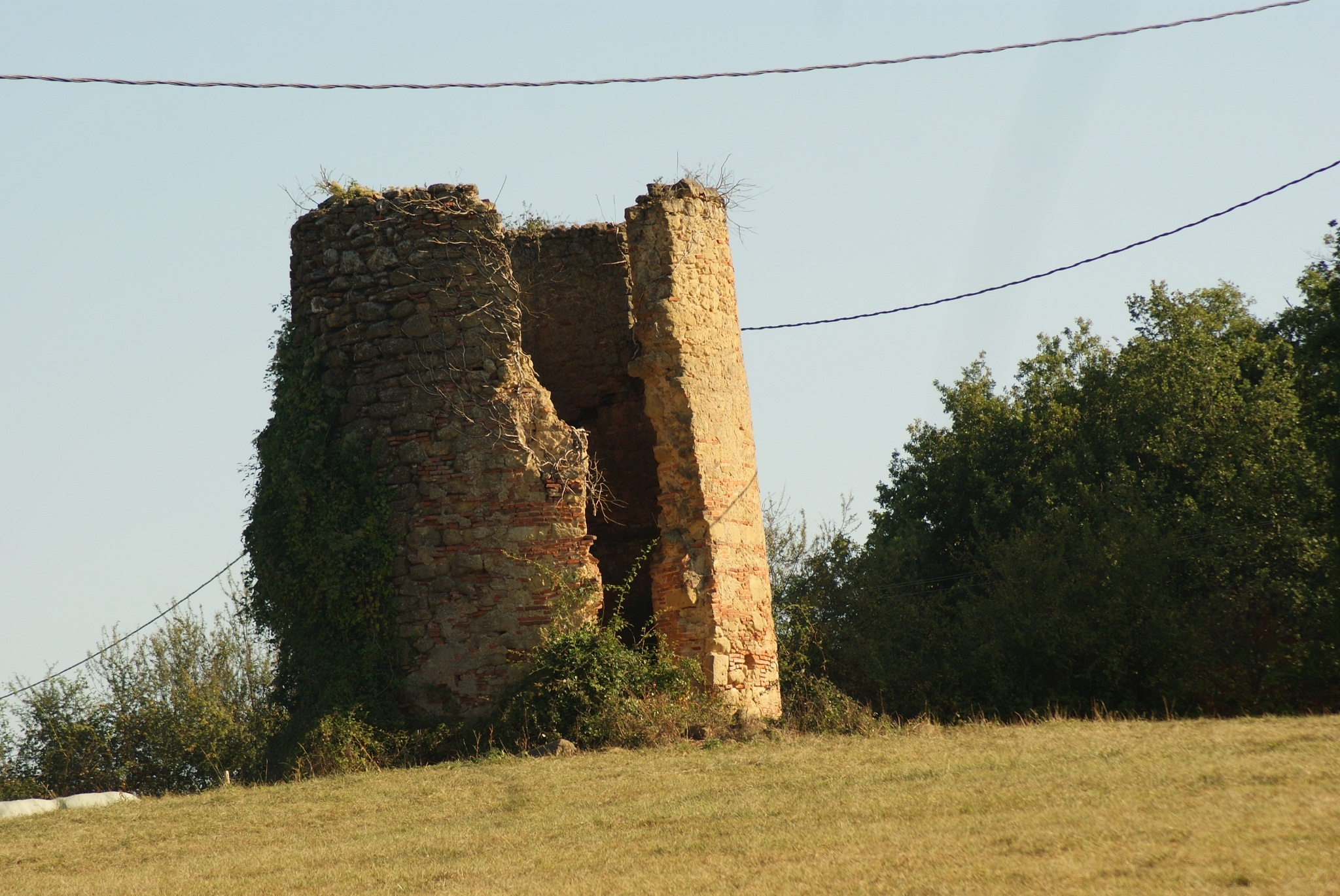
Moulin ruiné.

### Personnalités liées à la commune
- Bertrand d'Ornézan, baron de Saint-Blancard, amiral des galères de François Ier, y serait né vers la fin du XVIe siècle.
- Charles de Gontaut-Biron (1562-1602) : militaire né à Saint-Blancard.